# Формула Ландауэра
Формула Ландауэра — выражение для проводимости квантового точечного контакта, то есть для туннельного контакта, образованного между двумя квазиодномерными проводниками. В случае, когда измерение проводится по двухточечной схеме, то есть, к контакту с помощью внешних массивных проводников подводят фиксированное напряжение, а измеряют ток. Формула Ландауэра имеет вид:
{\displaystyle g=g_{0}\sum _{i}|t_{i}|^{2}}
где ti —квантовомеханическая амплитуда прохождения электрона в i-м канале, {\displaystyle g_{0}={\frac {e^{2}}{\pi \hbar }}}— квант проводимости.
В случае, когда сопротивление измеряется по четырёхточечному методу, то есть измеряется ток через систему и напряжение непосредственно на туннельном контакте, формула несколько другая, в простейшем случае одноканальной проводимости она имеет вид
{\displaystyle g=g_{0}{\frac {|t|^{2}}{|r|^{2}}},}
где r — коэффициент отражения от контакта ({\displaystyle |t|^{2}+|r|^{2}=1}).
Первоначально формула была выведена методом кинетического уравнения, при весьма нестрогих предположениях. В настоящее время существуют полностью микроскопические весьма строгие выводы этой формулы.